# Distretto di Wuchang
Wuchang (cinese: 武昌区; pinyin: Wǔchāng Qū) è uno dei 13 distretti che ai giorni nostri formano Wuhan, la capitale della provincia di Hubei, Cina. È una delle tre città che vennero fuse per costituire tale capitale. Si trovava sulla riva destra (sud-orientale) del Fiume Azzurro, di fronte alla foce del Fiume Han. Le altre due città sorelle, Hanyang e Hankou, si trovavano sulla riva sinistra (nord-occidentale), separate le une dalle altre dall'Han.
Il pesce Wuchang (Megalobrama amblycephala; Cinese: 武昌鱼; pinyin: Wǔchāng yú) prende il nome della città.
Il nome "Wuchang" rimane in uso comune per la parte urbana di Wuhan a sud del Fiume Azzurro. Amministrativamente, tuttavia, è divisa in tre diversi distretti della città di Wuchang. Il centro storico di Wuchang si trova all'interno del moderno Distretto di Wuchang, che ha una superficie di 82,4 chilometri quadrati e una popolazione di 1.003.400. Altre parti di ciò che è comunemente noto come Wuchang sono all'interno del Distretto di Hongshan (sud e sud-est) e del Distretto di Qingshan (nord-est).

## Storia

### La vecchia contea di Wuchang
Nel 221, dei signori della guerra Sun Quan spostarono la capitale della Wu Orientale dalla contea Gong'an, Jingzhou (nord-ovest della contea attuale Gong'an, Hubei) alla contea di È (attualmente Città di Ezhou), e rinominata È per Wuchang (letteralmente prospera dai militari, per quanto riguarda la propria organizzazione logistica nel ruolo delle basi militari istituite prima della Battaglia di Chibi). Più tardi nel corso dell'anno Cao Pi si proclamò imperatore del Regno Wei. Sun Quan dichiarò l'indipendenza nel corso dell'anno successivo, e iniziò a costruire fortezze e palazzi a Wuchang. Sun Quan si proclamò imperatore della Wu Orientale nel 229, e spostò la capitale a Jianye. Sun Hao, l'imperatore della Wu Orientale tra 264 e 280, spostò la capitale tornando a Wuchang nel 265. Nel 589, la commenda di Wuchang fu abolita e la contea Wuchang fu trasferita a una nuova commenda di nome Ezhou (con sede odierna nel Distretto di Wuchang), e rimase in amministrazione da allora.

### Rivolta di Wuchang
A Wuchang è nata la Cina moderna. Qui infatti nell'ottobre 1911 scoppiò una rivolta (chiamata poi appunto Rivolta di Wuchang) contro la monarchia, sorretta in quel momento dalla Dinastia Qing, che dette inizio alla Rivoluzione Xinhai guidata dal rivoluzionario democratico Sun Yat-sen che nel febbraio dell'anno seguente riuscì a deporre l'ultimo imperatore cinese Pu Yi e a stabilire una nuova entità politica, la Repubblica di Cina, dopo due millenni di monarchie imperiali.

### Assedio di Wuchang
Durante la fase iniziale della Spedizione del Nord (1926-1928), Wuchang fu teatro di un aspro combattimento tra l'Esercito Rivoluzionario Nazionale del Primo Fronte Unito e la Cricca di Zhili. Tra il 2 settembre e il 10 ottobre del 1926 la città, insieme a tutta l'area di Wuhan, fu posta sotto assedio dalle forze dell'ERN contro i difensori guidati da Wu Peifu e lo scontro si risolse con la decisiva vittoria degli attaccanti nazionalisti e la fuga di Wu Peifu nello Henan, evento che significò il definitivo declino della cricca di Zhili alla fine del Periodo dei signori della guerra.